# Yves Petroff
Yves Petroff est un scientifique français et l'ancien directeur du Laboratório Nacional de Luz Síncrotron à Campinas, au Brésil, où il supervisait l'achèvement de Sirius, parmi les premières sources de lumière synchrotron à présenter un anneau de stockage à diffraction limitée.

## Biographie
Petroff a obtenu son doctorat à l’École normale supérieure, avant de devenir boursier de la National Science Foundation au Département de physique de l'Université de Californie à Berkeley de 1971 à 1974. Il est ensuite revenu en France à Orsay pour démarrer la première ligne de lumière sur l'anneau de stockage ACO. En 1976, il devient directeur de recherche au CNRS et directeur du synchrotron LURE de 1980 à 1990. En 1993, il devient directeur scientifique de l'Installation européenne de rayonnement synchrotron (ESRF) jusqu'en 2001. De 2003 à 2005, il a été président de l'Union internationale de physique pure et appliquée (IUPAP) et directeur adjoint au ministère de la Recherche. Il a été directeur scientifique du LNLS à Campinas, au Brésil de 2009 à 2013, et est devenu directeur du LNLS en 2018,.

## Décoration
- Officier de l'ordre des Palmes académiques (2002)[5]